# Couvent Sainte-Marie-l'Égyptienne de Naples
Le couvent Sainte-Marie-l'Égyptienne (convento dell'Egiziaca a Pizzofalcone) est un ancien couvent de religieuses augustines situé à Naples sur la colline de Pizzofalcone. Il est dédié à sainte Marie l'Égyptienne. C'est aujourd'hui un immeuble d'habitations.

## Histoire
Il existe des documents de vente du palais préexistant en mai 1580. Le couvent en lui-même est fondé dans la première moitié du XVIIe siècle grâce à cinq religieuses augustines issues de la noblesse napolitaine: Teresa Tocco, Maria Francesca Lombardo, Eustachia Caracciolo, Eugenia Mattadara et Dorotea Severino. Ces cinq religieuses avaient laissé leur couvent et leur église Santa Maria Egiziaca a Forcella, pour s'installer sur la colline de Pizzofalcone, emplacement plus propice à la vie de communauté en clôture.
En 1639, les moniales augustines occupent une demeure avec jardin donnant via Egiziaca a Pizzofalcone. Ce palais avait été édifié au siècle précédent par don Luigi de Toledo et il est transformé en couvent avec une petite église annexe.
Le nom de via Egiziaca a Pizzofalcone (ce qui signifie rue Égyptienne de Pizzofalcone) dérive directement de cette installation.
En 1648, le couvent est agrandi et l'église est rebâtie grâce aux libéralités de don Juan d'Autriche, vice-roi de Naples. La petite église est rebâtie en une grande église baroque selon les plans de Cosimo Fanzago, pour devenir l'église Santa Maria Egiziaca a Pizzofalcone actuelle. Le chantier n'est terminé qu'en 1716 sous la direction de l'architecte Arcangelo Guglielmelli.
Les moniales augustines ont vécu ici en clôture, jusqu'à la suppression de leur ordre dans le royaume de Naples sous la domination française en 1808.
Aujourd'hui l'ancien couvent abrite des appartements.

## Source de la traduction
- (it) Cet article est partiellement ou en totalité issu de l’article de Wikipédia en italien intitulé « Palazzo del convento dell'Egiziaca a Pizzofalcone » (voir la liste des auteurs).